# Sonorama Ribera

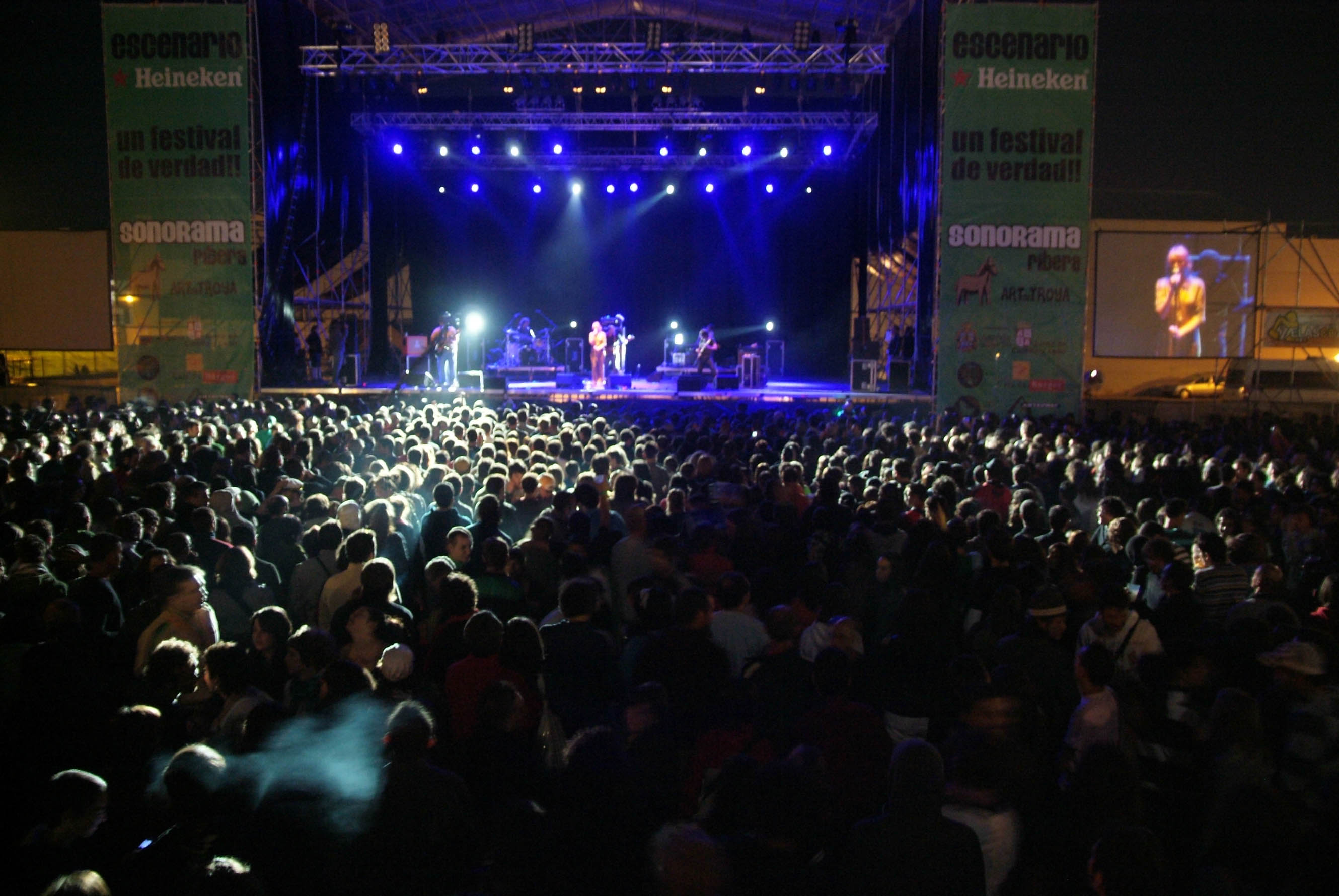
Najwa Nimri y Carlos Jean en su actuación en el Sonorama 2008

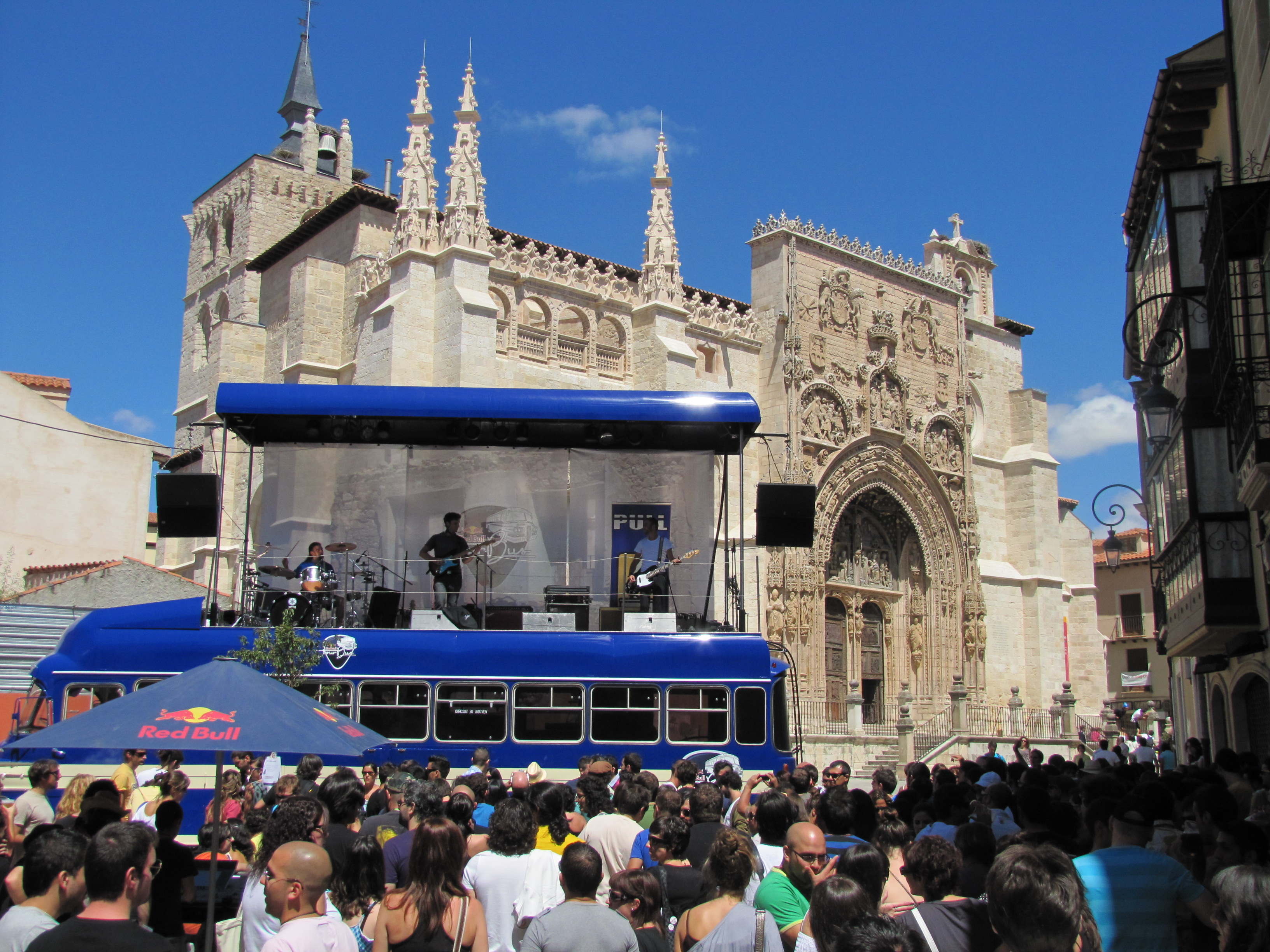
Un concierto celebrado durante el Sonorama 2010, frente a la Iglesia de Santa María.

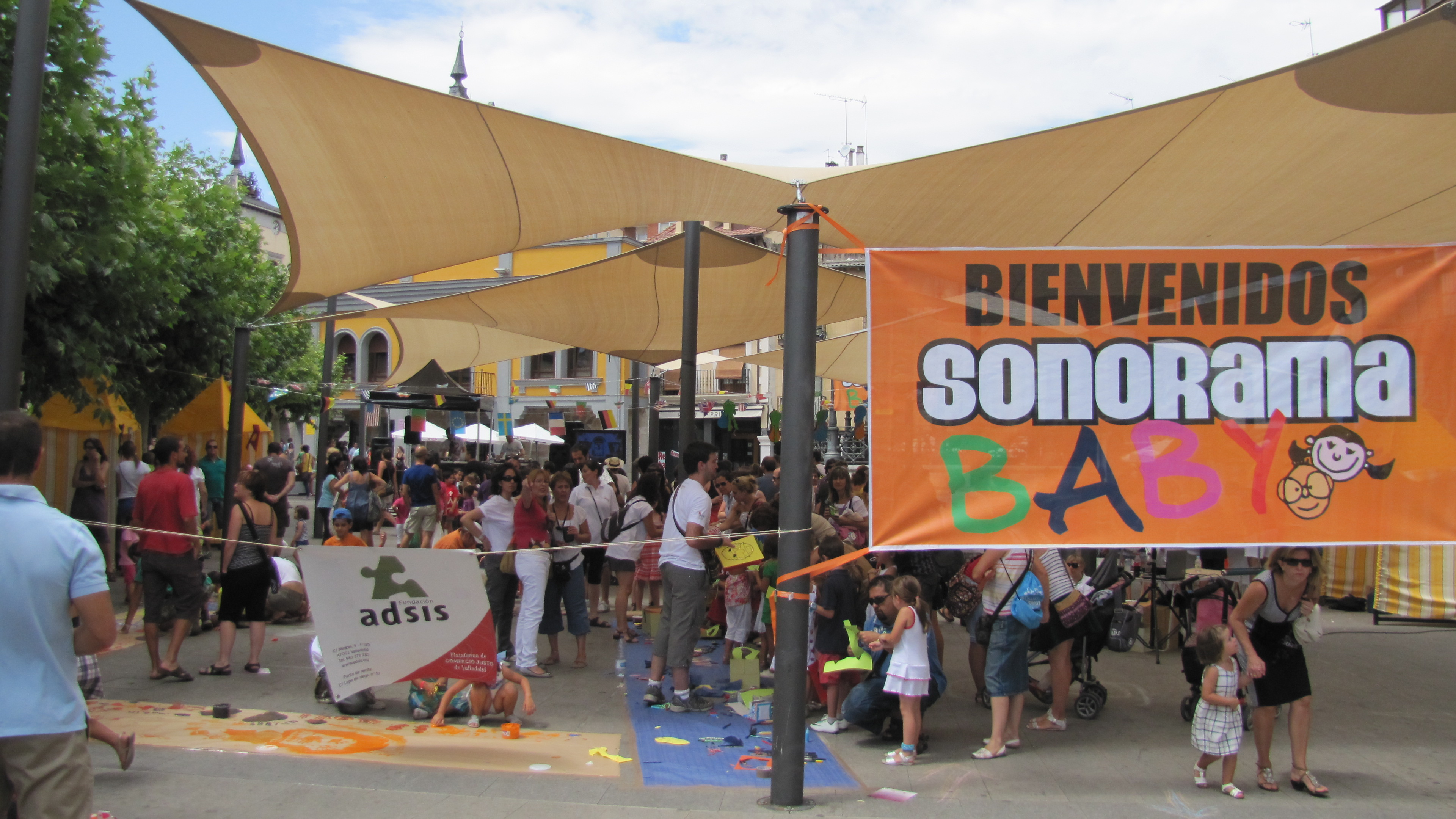
La programación Sonarama Baby en la plaza Mayor de Aranda de Duero

Sonorama Ribera (hasta 2008, Festival Sonorama) es un festival de música que se celebra en la localidad burgalesa de Aranda de Duero, España, desde 1998. Está organizado por la asociación cultural, y sin ánimo de lucro, Art de Troya, a mediados de agosto de cada año, con el que intenta dar a conocer las nuevas tendencias culturales en todos los ámbitos. En sus propias palabras:
«conquistar el sitio en el que vivimos con nuestra imaginación».
Con un crecimiento estable y progresivo, edición tras edición, se ha consolidado como uno de los festivales mejor valorados de la escena española. Ha sido catalogado como uno de los grandes festivales a escala nacional, llegando en 2012 a ganar el Premio como "Mejor Festival de España" durante los IV Premios de la Música Independiente. No en vano, fue retransmitido en directo por Radio 3, de Radio Nacional de España.

## Datos
El festival se compone también de otras actividades:
- Festival de cortometrajes Sonorama, desde el año 2000 fue cancelado en el 2012.
- Musijoven, Cinejoven, Concurso de maquetas musicales, Conferencias.
- Visita y almuerzo en las Bodegas subterráneas de Aranda de Duero, vino D.O. Ribera del Duero y morcilla de Aranda.[5]
- Cursos de cata de vinos.
- Ruta turística: Ruta del Vino.
- "Sonorama Baby", una programación especialmente pensada para niños, desde 2011.
- Certamen "Talento Ribera" de bandas musicales, desde 2014.[6]

Durante sus primeras ediciones, el festival tuvo un carácter internacional, pero durante los últimos 10/15 años, debido a la competencia entre festivales y queriendo continuar como un festival de referencia consolidado y accesible económicamente, ha hecho hincapié en la escena musical nacional. En su edición de 2016 asistieron más de 60.000 personas entre los 4 días de conciertos. 
La de 2023 ha sido la edición número 26.
Entre otros reconocimientos, en 2010 y 2012 ha sido nominado a los Premios de la música independiente, que organiza la Unión Fonográfica Independiente, en la categoría de "Mejor festival de música de España". Alzándose con el premio en 2012.

## Presencia internacional

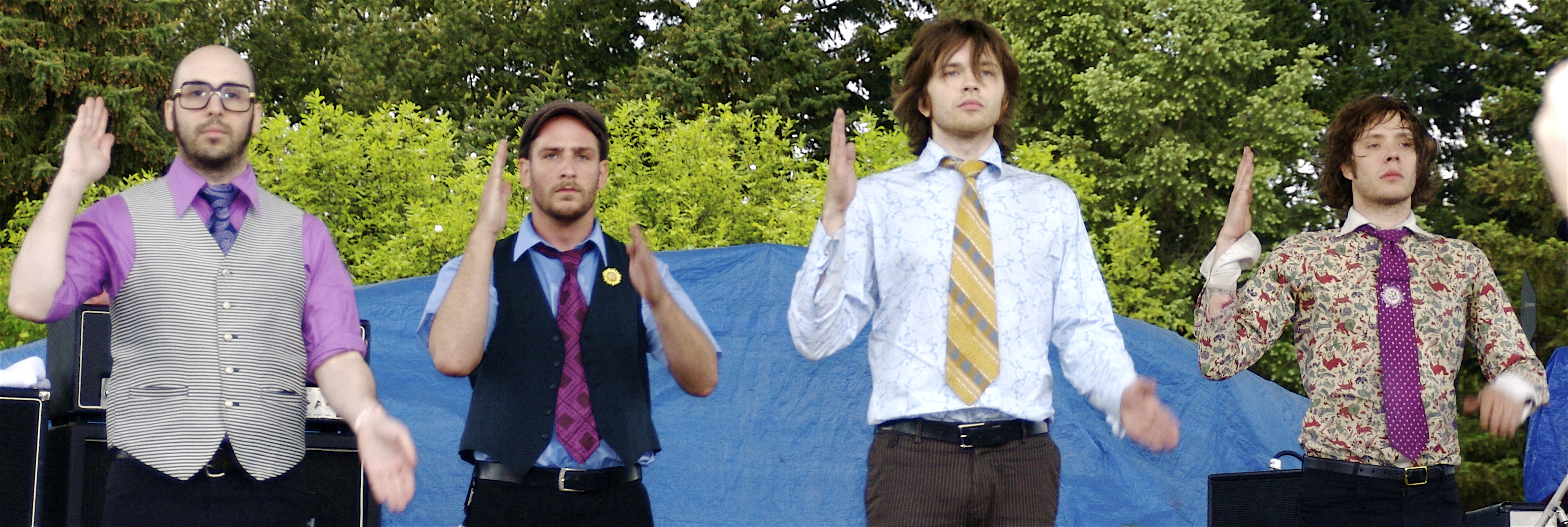
El grupo Ok Go actuó en el Festival Sonorama en 2006.

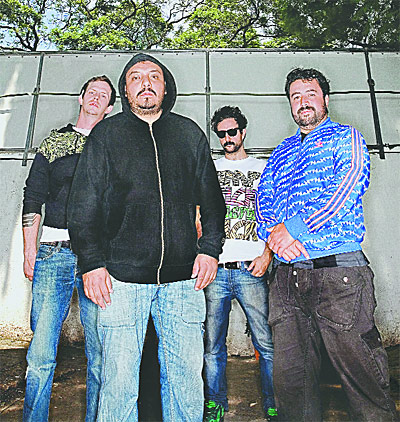
El grupo mexicano Molotov actuó en el Festival Sonorama en 2005.

Desde sus primera ediciones, el festival descubrió una vocación internacional, y ya en su 2.ª edición, en 1999, incluyó en su cartel al dj londinense Oliver Ho. En la siguiente edición, año 2000, esta apuesta por la internacionalización dio sus frutos, y al festival acudieron The Ecologist (R.U.), Gigolo Aunts (EE. UU.) y Blind Zero (Portugal), resultando un éxito y catapultando al festival dentro del circuito de grandes festivales de España.
Dado que la mayoría del público del festival es nacional, la apuesta internacional ha sido limitada a grupos internacionalmente reconocidos y difíciles de ver en España. Una fórmula de éxito que ha hecho que por sus escenarios pasasen bandas como: Mogwai, !!!, Ocean Colour Scene, OK Go, Yeah Yeah Yeahs, The Rentals, Asian Dub Foundation, Ash, Gogol Bordello, Nada Surf, Amy Macdonald, James, The Sounds, The pains of being pure at heart, The Ettes, Brett Anderson (Suede), Rinôçérôse, The Raveonettes, The Dandy Warhols, Kakkmaddafakka, The Primitives, Travis, Belle and Sebastian, Cut Copy, Mando Diao, The Hives, Liam Gallagher, Morcheeba, Milky Chance, The Subways, Crystal Fighters, Deacon Blue, Future Islands o The Vaccines.

### Hispanoamérica
La presencia internacional no solo se centró en el mundo anglosajón y grandes grupos hispanoamericanos han hecho presencia, sobre todo desde que en la edición 2016 se creara el Escenario Charco con un cartel exclusivamente hispanoamericano. Algunos de los grupos hispanoamericanos que han asistido al festival han sido: los mexicanos Molotov, Volován e Instituto Mexicano del Sonido, los argentinos Babasónicos, Andy Chango, Nathy Peluso, Super Ratones y Tequila, los grupos portugueses Blind Zero y The Gift, los cubanos Nilo MC y Eme Alfonso, el guatemalteco Meneo, los puertorriqueños Calle 13, la chilena Javiera Mena o la colombiana Pedrina.

## Sonorama en el panorama musical español

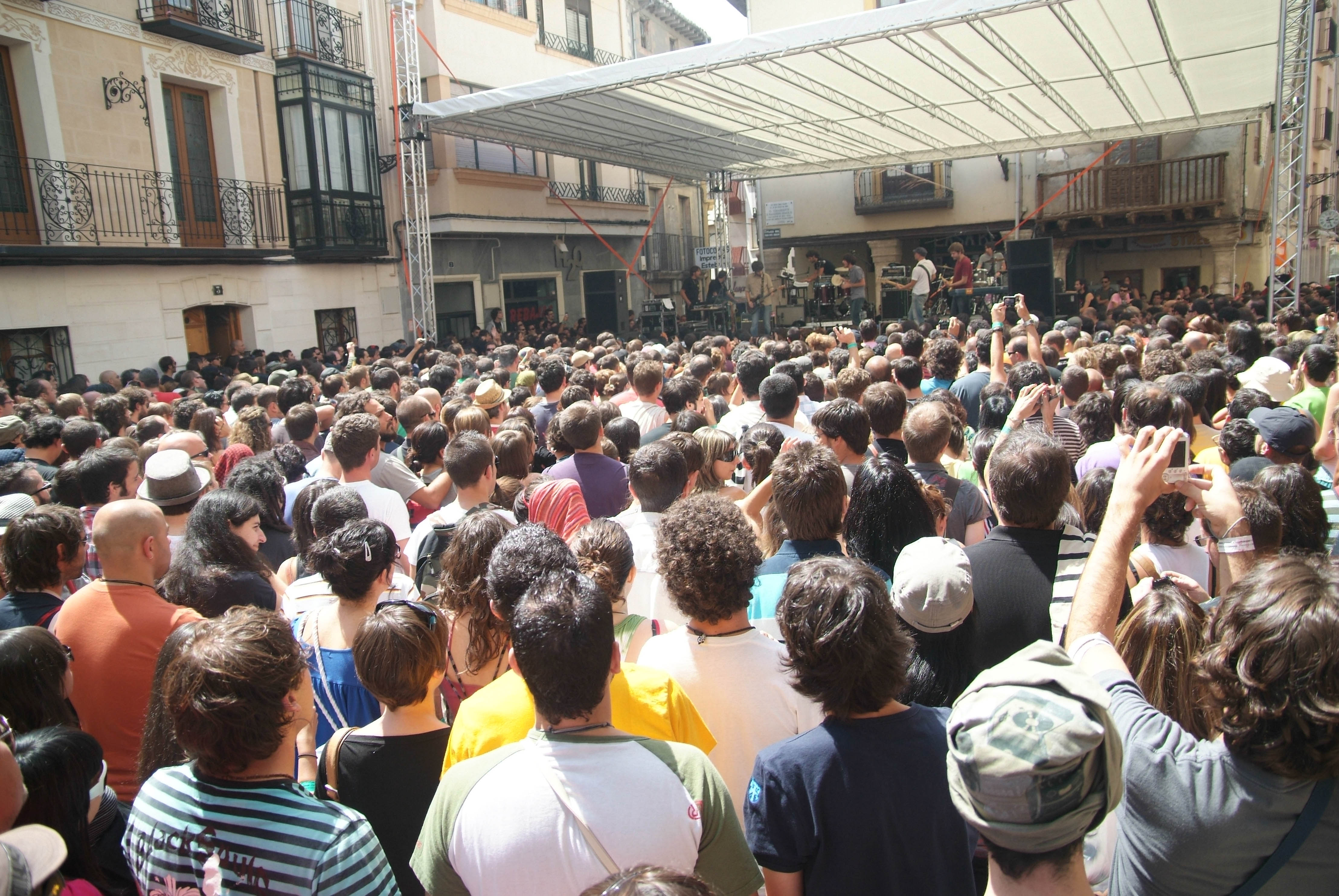
Vetusta Morla en su actuación en la plaza del Trigo en el Sonorama 2008.

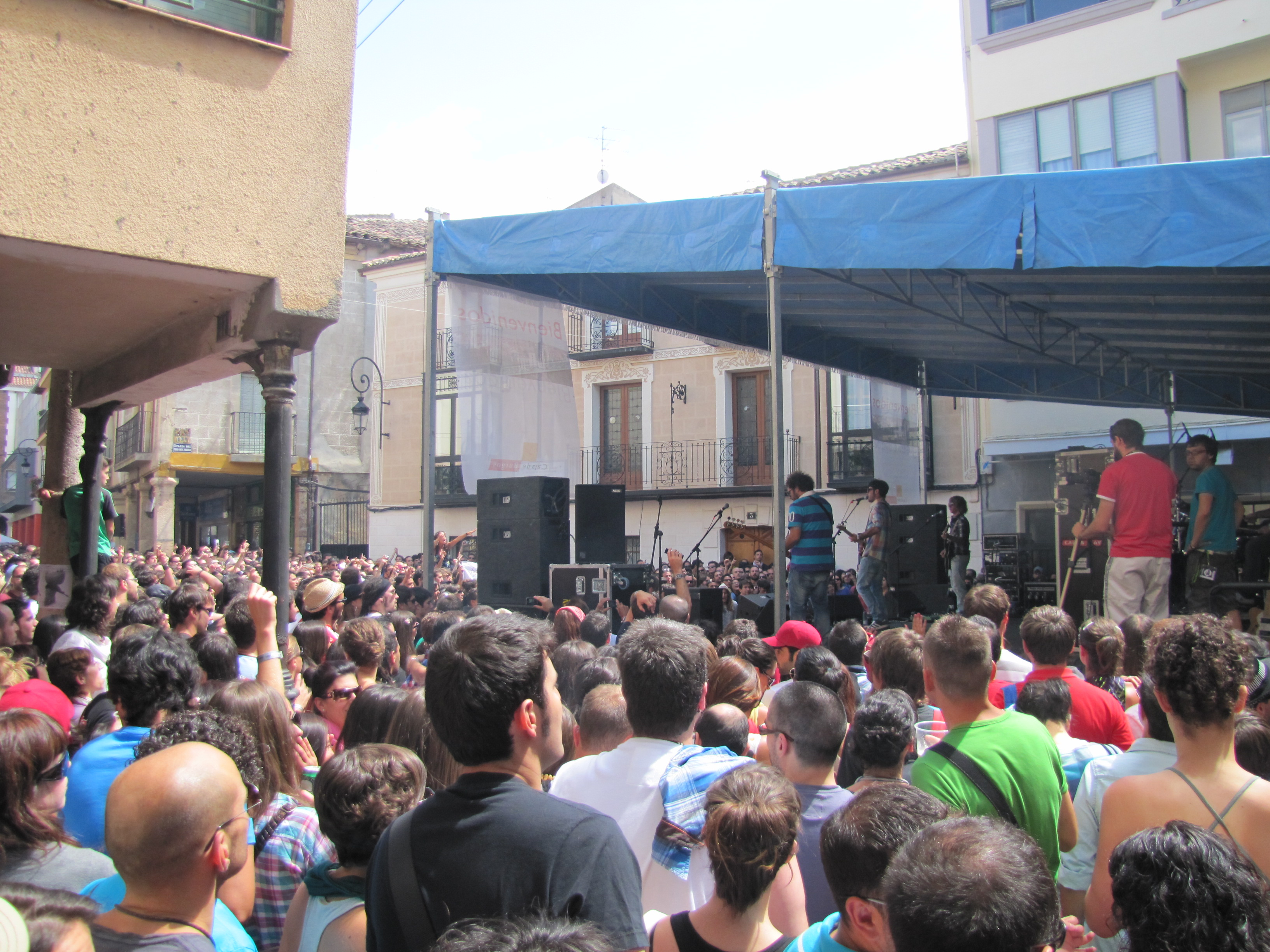
Supersubmarina en su actuación en el Sonorama 2010, en el centro histórico.

Con los años el Festival Sonorama se ha consolidado como el punto de inflexión para los grupos emergentes del indie nacional. Y es que, aunque por sus escenarios hayan ya pasado casi todos los nombres importantes de la escena indie, desde sus primeras ediciones empezó a apostar por nuevos nombres y bandas emergentes. Basta recordar que en su edición del año 2000, ya contaba con nombres como Los Planetas o Digital 21, en 2001 y 2002 con Deluxe, en 2002 con Ellos, en 2003 con Second o en 2005 con The Sunday Drivers.
En 2007 comenzaron los conciertos en el centro histórico por la mañana, y desde entonces el escenario de la Plaza del Trigo se ha convertido en trampolín para nuevos grupos del "indie nacional".
Pero el festival no solo tomó relevancia como impulsor de nuevos talentos, sino que además también se convirtió en lugar de despedida de grupos nacionales. Y en la edición de 2005, la banda catalana Mercromina se despidió de los escenarios en el Festival, con tal motivo, cada grupo nacional, que participó en el cartel del festival, homenajeó a la banda haciendo suyo al menos un tema de la banda y tocándolo en directo.
El Festival no se ha cerrado solo al rock pop indie y, en ocasiones acompañado de polémica, ha sabido diversificarse con otras propuestas y ambientes musicales. Desde la cantautora Bebe, el hip hop de La Mala Rodríguez hasta el hardrock y electropop de Dover. Incluso en 2007 se anunció la vuelta a los escenarios de Nacha Pop para su actuación en el Sonorama.

### Escenario Plaza del Trigo
En 2007 comenzaron los conciertos en el centro histórico por la mañana, y desde entonces el escenario de la Plaza del Trigo se ha convertido, año tras año, en uno de los escenarios emblemáticos del Festival.
Los conciertos que se suceden en él, a diferencia de los de los grandes escenarios, son gratuitos en el centro de la ciudad, lo que le confiere un carácter totalmente diferente. Y se ha convertido en testigo inesperado de la confirmación como grupo revelación del "indie nacional" de bandas tan asentadas ahora como, en 2008, Vetusta Morla, y más recientemente, 2010, Supersubmarina.
Pero fue en la edición del 2012 cuando el escenario se asentó como uno de los más emblemáticos en la escena nacional con dos de los momentos más relevantes del festival: el primero tuvo lugar cuando la veterana banda Sidonie pidió expresamente dar un concierto el viernes 10 en tal escenario, el cual se convirtió en uno de los más exitosos y comentados de la edición. Y el siguiente fue el concierto sorpresa que el cantante Xoel López dio en el mismo escenario el domingo 12, el día de su cumpleaños, agrandando así el mito del escenario arandino.
El sábado de la edición del 2013 el grupo jiennense Supersubmarina dio también un concierto sorpresa en el mismo escenario, tocando además versiones de temas de Mando Diao y Franz Ferdinand e Iván Ferreiro. Para el recuerdo también la actuación de Izal recogida en el inolvidable vídeo "Qué bien" y que les lanzó directamente al Escenario Principal en 2014.
En la edición del 2015, como sorpresa, el sábado 15 en el escenario de la Plaza del Trigo, Ángel Carmona (Radio 3) junto con varios artistas versionaron grandes temas del indie nacional, con Xoel López la canción "Turnedo"; con Pucho, de Vetusta Morla, versionó "Ser Brigada"; Zahara la canción "Que no"; John Franks "On my mind"; Ángel Stanich "Mi realidad"; y Marc Ross, de Sidonie, "Club de fans de John Boy".

## Perfil heterogéneo
En cuanto a un perfil curioso del festival, se puede destacar la participación de grupos y/o solistas conocidos que no siguen el patrón indie pero sirven para dar un perfil heterogéneo al festival cada año, como por ejemplo: Fangoria, Bebe, Molotov, Dover, Nacha Pop, Carlos Jean, Kiko Veneno, Loquillo, Amaral, Raphael, el Dúo Dinámico, Camela, Miguel Campello, Enrique Bunbury , Diego el Cigala y C.Tangana  de España, o los puertorriqueños Calle 13.

## Ediciones

### 1998
- Lugar: Plaza de Toros de Aranda de Duero "La Chata".
- Asistentes: 300.
- N.º días: 1.

Sábado, Julio 1998
- Chucho (banda)
- Mercromina (banda)
- Doctor Explosion

### 1999
Lugar: Plaza de Toros de Aranda de Duero "La Chata".
- N.º días: 2.